# Priapismo
Il priapismo è un'erezione persistente involontaria ed anomala (di durata superiore a 4 ore), spesso dolorosa, dei soli corpi cavernosi del pene, non accompagnata dal consueto desiderio sessuale o eccitazione, che invece contraddistinguono la normale erezione maschile. La locuzione priapismo è talora impiegata, in modo più generico ma inesatto, come sinonimo di satiriasi.

## Etimologia
Il termine deriva dal nome della divinità greca della potenza virile Priapo, spesso rappresentato con un fallo di proporzioni esagerate. Opposta al priapismo (in termini medici e non figurativamente) è la disfunzione erettile o impotenza.

## Eziologia
Si distinguono due tipi di priapismo a eziologia somatica, uno a basso flusso (o priapismo venoso) e uno ad alto flusso (o priapismo arterioso), oltre a una terza forma di origine psicogena. Ci può anche essere una causa farmacologica (Trazodone, antidepressivo atipico)
- Il priapismo venoso è dovuto ad affezioni organiche come leucemia, anemia falciforme[1], lesioni midollari o neurologiche, infiltrazioni tumorali[2], abuso di psicofarmaci (ad esempio Fluoxetina), o può essere dovuto a cause iatrogene come un'imperfetta terapia contro la disfunzione erettile.
- Il priapismo arterioso è di solito di natura traumatica, da rottura di un'arteria cavernosa[3] (una delle arterie che si trovano all'interno dei corpi cavernosi del pene e che permettono la normale erezione).
- Il priapismo doloroso essenziale, qualificato anche come “idiopatico”, non è dovuto a cause organiche ma a fattori psicologici[4][5].

## Terapia
Il priapismo arterioso spesso non necessita di interventi in urgenza mentre il priapismo di tipo venoso è sempre un'urgenza urologica. L'erezione, che non riguarda l'uretra spongiosa, è spesso dolorosa e può rappresentare un'urgenza chirurgica che va trattata possibilmente entro le 6-8 ore dalla sua insorgenza, poiché si potrebbe verificare una scarsa ossigenazione dei tessuti che degenererebbero nella perdita, a volte definitiva, della funzione erettile. La procedura chirurgica d'urgenza, segue quella medica con vasocostrittori, una volta verificata la scarsa ossigenazione del sangue e dei tessuti tramite prelievo con siringa. Essa consiste principalmente nella tecnica dello shunt trans-glandale in anestesia totale, che permette di aspirare il sangue non ossigenato dai tessuti penieni, con successivi lavaggi a base di soluzione fisiologica. Il recupero post-operatorio, che può protrarsi anche per alcuni mesi, può essere totale o parziale.